# Agathaumas
Agathaumas (лат., от др.-греч. ἀγα- +θαύμας «крайне удивительный») — род динозавров из семейства цератопсид, включающий единственный вид — Agathaumas sylvestris. Жил в маастрихтском веке верхнего мела на территории Северной Америки.  Ископаемые остатки Agathaumas были найдены в округе Суитуотер штата Вайоминг. Впервые описан палеонтологом Копом в 1872 году. По оценкам, размеры животного составляли 15 метров в длину и вес 17,5 тонн, что делает его самым крупным наземным животным, известным на момент его открытия.
Это был первый цератопс, известный науке по останкам, помимо зубов, хотя о нём известно относительно немного. Исходный образец состоял только из бедренных костей, крестца, поясничных позвонков и рёбер животного, и, поскольку эти кости мало отличаются у разных видов цератопсов, его обычно считают nomen dubium. Род часто считают синонимом Triceratops, но его трудно сравнивать с другими родами, поскольку он известен только по фрагментарным малодиагностичным посткраниальным останкам.

## История изучения
Голотип Agathaumas был найден в 1872 году на юго-западе штата Вайоминг. Он были обнаружен Филдингом Брэдфордом Миком (Fielding Bradford Meek) и Генри Мартином Баннистером (Henry Martyn Bannister) во время поиска окаменелостей в формации Лэнс (Lance Formation) недалеко от Блэк-Бьютт (Black Butte) и Биттер-Крик (Bitter Creek). Мик и Баннистер работали в Геологической службе Хейдена (Hayden Geological Survey) и сообщили о находке палеонтологу Эдварду Дринкеру Копу. Коп сам исследовал обнажения близ Блэк-Бьютт и заново обнаружил место, где работал Мик, найдя огромные кости, торчащие из скал возле угольной жилы. Кости сохранились в песчаных и глинистых отложениях, перемешанных с окаменевшими ветками и листьями, что указывает на то, что животное обитало в густом лесу. Позже Коуп (в 1873 году) писал о скелете как «останки одного из принцев среди великанов» («the wreck of one of the princes among giants»). Коп и его команда в итоге обнаружили бедренные кости, крестец, поясничные позвонки и несколько рёбер. Позже, в 1872 году, Коуп опубликовал описание и название животного, Agathaumas sylvestris, или "чудесный обитатель леса", в связи с его огромными размерами и окружающей средой, обнаруженной в тех же породах, что и его кости. Наименование Agathaumas было использовано, так как Коп был взволнован этим открытием, поскольку в то время он считал, что остатки принадлежали самому крупному из когда-либо живших наземных животных. Несколько лет спустя, с открытием гигантских завропод формации Моррисон, ему стало ясно, что британские формы, такие как цетиозавр и Pelorosaurus, были наземными животными, и он изменил своё мнение.

### История классификации

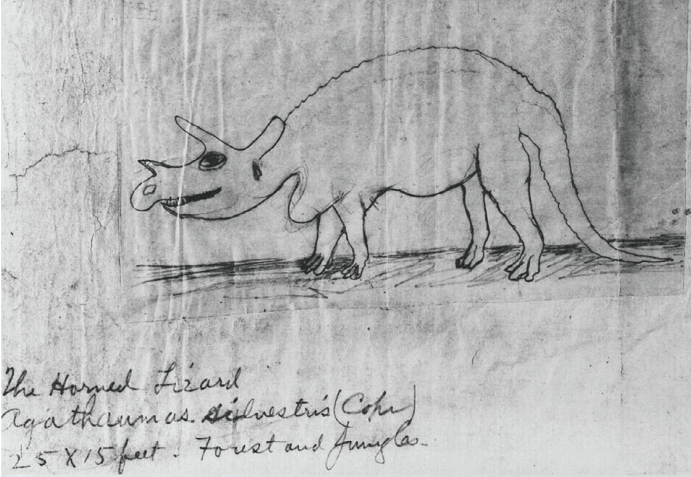
Нарисованный Копом в 1890 набросок, изображающий Agathaumas как цератопса (основываясь на более полных остатках Triceratops)

Первоначально Коп не знал, к какой группе принадлежал род, хотя он отметил, что некоторые из останков были похожи на Cetiosaurus и сильно отличались от соответствующих элементов гадрозавра и дриптозавра ("Laelaps"). В 1882 году Отниел Чарлз Марш, соперник Копа в "костяной войне", предположил, что Agathaumas, наряду с Cionodon, другим таксоном, описанным Копом, были гадрозавридами. В 1883 году, описывая череп эдмонтозавра ("Diclonius"), Коп также предположил, что его таксоны Agathaumas, Monoclonius и Dysganus могли быть гадрозавридами. Коп не относил Agathaumas к цератопсидам до 1889 года, когда Коп признал, что его роды Monoclonius и Polyonax были связаны из-за публикации описания Маршем окаменелостей трицератопсов. На тот момент Марш уже выделил семейство рогатых динозавров Ceratopsidae, но Коп ввел новое название — "Agathaumidae" — поскольку считал, что цератопсов невозможно отличить от других таксонов; указанные выше три рода были включены им в Agathaumidae.  Семейство "Agathaumidae" также было расширено в 1892 году с включением в его состав родов Manospondylus и Claorhynchus, описанных на основании фрагментарных окаменелостей.
После переоценки, проведённой Джоном Беллом Хетчером, Ричардом Свенном Луллом (Richard Swann Lull), и Нельдой Райт (Nelda Wright) в 1900-х и 1930-х годах, все представители Agathaumidae были признаны сомнительными родами, название Ceratopsidae было признано предпочтительным относительно "Agathaumidae". Сам род Agathaumas был рассмотрен как сомнительный представитель Ceratopsid по Хетчеру и Луллу; Джон Остром и Peter Wellnhofer рассматривали род как Triceratops sp.

## Виды
Типовой вид:
- Agathaumas sylvestris Cope, 1872; 16 позвонков из хвоста, крестца и спины, часть таза и несколько рёбер.

Виды, ранее приписываемые роду Agathaumas:
- A. flabellatus Marsh, 1889; альтернативное название Triceratops flabellatus[12]; синоним Triceratops horridus[13].
- A. milo Cope, 1872; включён в  род Thespesius (младший синоним эдмонтозавра) Копом[14].
- A. monoclonius Breithaupt, 1994; включён в Monoclonius sphenocerus.
- A. mortuarius Cope, 1874; сомнительное название, альтернативное название Polyonax mortuarius; возможный синоним Triceratops horridus[14].
- A. prorsus Marsh, 1890; альтернативное название Triceratops prorsus.
- A. sphenocerus Cope, 1889; включён в Monoclonius sphenocerus[15].

Из-за фрагментарности голотипа Agathaumas sylvestris, Agathaumas является сомнительным таксоном в пределах Ceratopsidae. Исходя из стратиграфии, он, вероятно, относится к подсемейству Triceratopsini.

## РеконструкцияЧарльза Роберта Найта

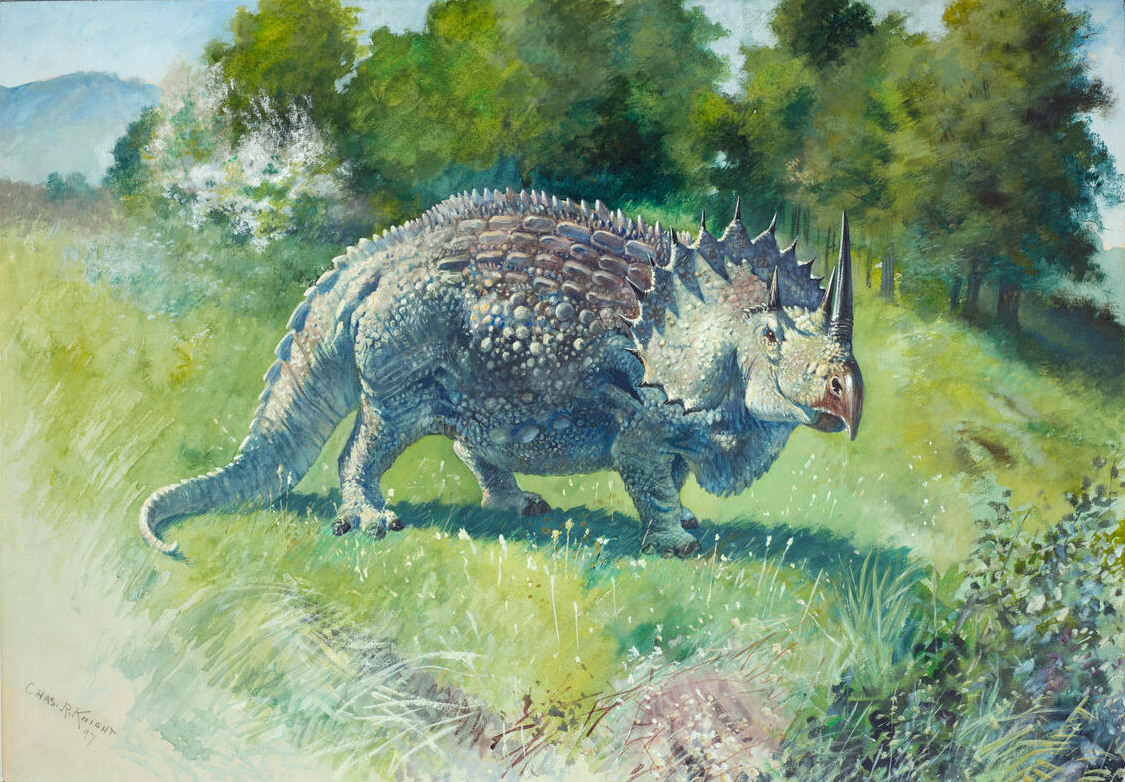
"Agathaumas sphenocerus", Чарлз Найт, 1897

В 1897 году палеохудожник Чарльз Р. Найт написал картину «Agathaumas sphenocerus» для статьи в The Century Magazine под руководством Эдварда Дринкера Копа. Носовой рог и надбровные рога были описаны на основе «Monoclonius» sphenocerus (возможный синоним Centrosaurus apertus) и «Monoclonius» recurvicornis (неописаный род, схожий с Einiosaurus) соответственно, которые были найдены в формации Джудит-Ривер (Judith River Formation) в Монтане и описаны Копом в 1889 году. Остальная часть черепа и тела были воссозданы на основе скелета Triceratops prorsus, реконструированного Отниелом Чарлзом Маршем в 1891 году. Броня была основана на изолированных элементах из формации Lance в Вайоминге, которые Марш ошибочно относил к трицератопсам в 1891 году: шипы на оборке принадлежали Denversaurus schlessmani шейный отдел позвоночника, щитки на боках пирнадлежали неопределённым анкилозаврам (либо Denversaurus, либо Ankylosaurus magniventris), а шипы на спине были шипами чешуйчатой кости Pachycephalosaurus wyomingensis. Название Agathaumas было использовано произвольно, ни одна деталь внешности изображенного животного не была основана на окаменелых остатках A. sylvestris. Картина вдохновила на создание модели для покадровой съемки Марселем Дельгадо (Marcel Delgado), использовавшейся в фильме 1925 года «Затерянный мир».